# Мурафа (река)
Мура́фа (укр. Мурафа) — река на территории Украины, в пределах Жмеринского и Могилёв-Подольского районов Винницкой области. Левый приток реки Днестр. Бассейн Чёрного моря.

## Описание
Длина 163 км, площадь бассейна 2440 км². Уклон реки 1,9 м/км. Долина преимущественно V-образная.
Мурафа берёт начало около села Заможное. Течёт по Подольской возвышенности. Воду используют для водоснабжения и орошения.